# Hundloppa
Hundloppa (Ctenocephalides canis) är en loppart som först beskrevs av Curtis 1826.  Ctenocephalides canis ingår i släktet Ctenocephalides och familjen husloppor. Inga underarter finns listade i Catalogue of Life.
Denna loppa är 1,5 till 3 mm lång. Den är avplattad vid sidan och har en brun färg. Vingar saknas och det tredje benparet används för att hoppa. Arten kan lätt förväxlas med Ctenocephalides felis. Honan lägger cirka 0,5 mm långa ägg som är vitaktiga. Larverna har en gulbrun färg. Larverna blir upp till 5 mm långa och de bildar sedan en puppa med klibbig yta. Utvecklingen från ägg till vuxen individ varar under goda förhållanden tre till fem veckor. Vid kyla behövs upp till 30 veckor. Jämförd med Ctenocephalides felis är huvudet mer avrundat.
Arten är en parasit på hunddjur som hund, varg och rävar. Den hittas ibland på andra djur som tamkatt, kanin och människa. Vuxna individer äter värdens blod och larverna har den vuxna loppans avföring som föda. Loppan som lämnade puppan kan klara sig utan blod i två till tre veckor. Exemplar som började suga behöver varje dag blod. Honan lägger ungefär 25 ägg per tillfälle och under hela livet upp till 2000 ägg. Individerna går vanligen genom värdens päls. De hoppar för att nå eller lämna värden. Ctenocephalides canis hoppar 3 till 50 cm långt och upp till 25 cm högt.
Denna loppa överför olika sjukdomar, inklusive Yersinia pestis. Vid massvis uppträdande kan hunden visa symptom av svält eller blodbrist. Loppan är en mellanvärd för plattmasken Dipylidium caninum. Loppan är inte lika vanlig på sällskapshundar i norra Europa och Nordamerika som Ctenocephalides felis. Den hittas oftare på hundar i lantbruksområden. Längre söderut förekommer arten oftare på sällskapshundar.
Före bekämpningen behövs vanligen en artbestämning för att hitta rätt motmedel. Mot Ctenocephalides canis finns olika insekticider.

## Bildgalleri

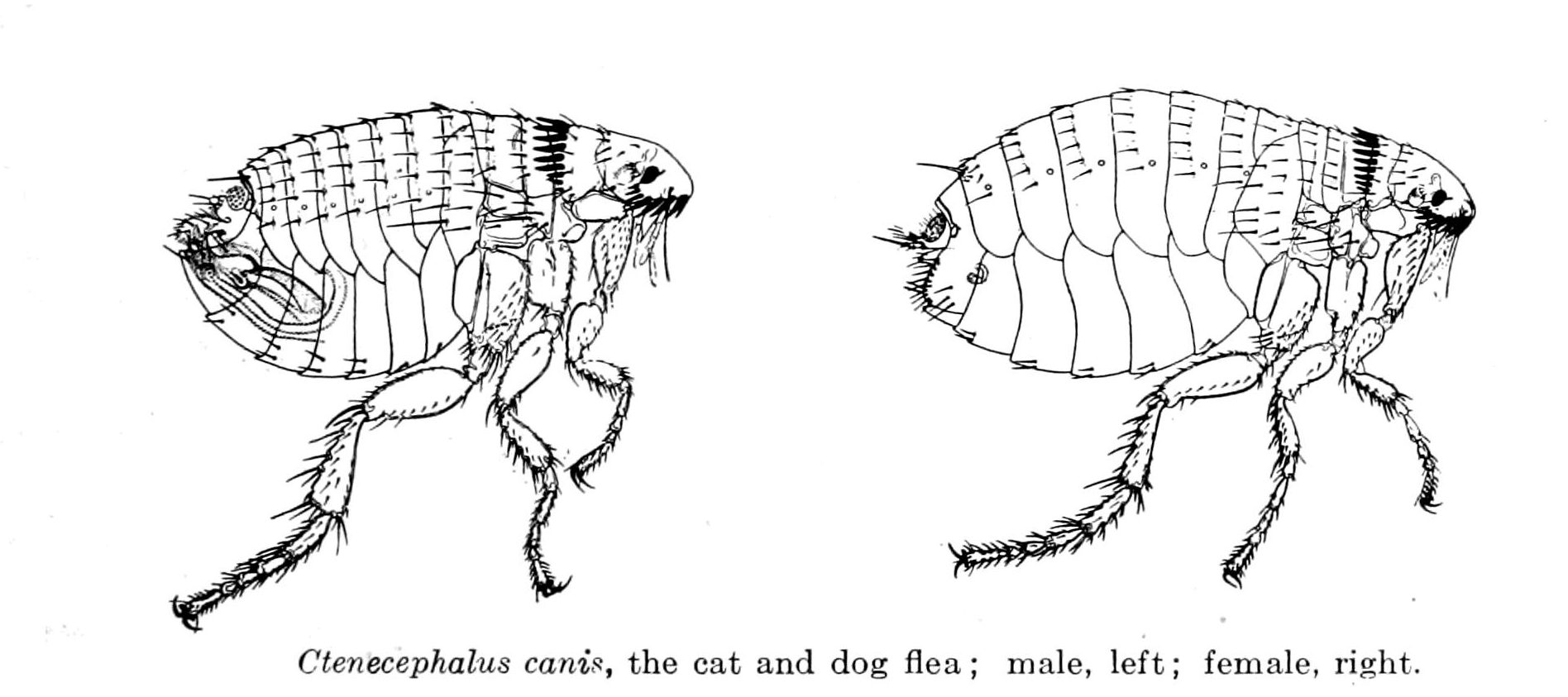
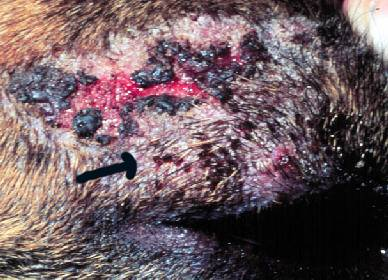
Sår och exsudat på en hund som drabbats av Ctenocephalides canis
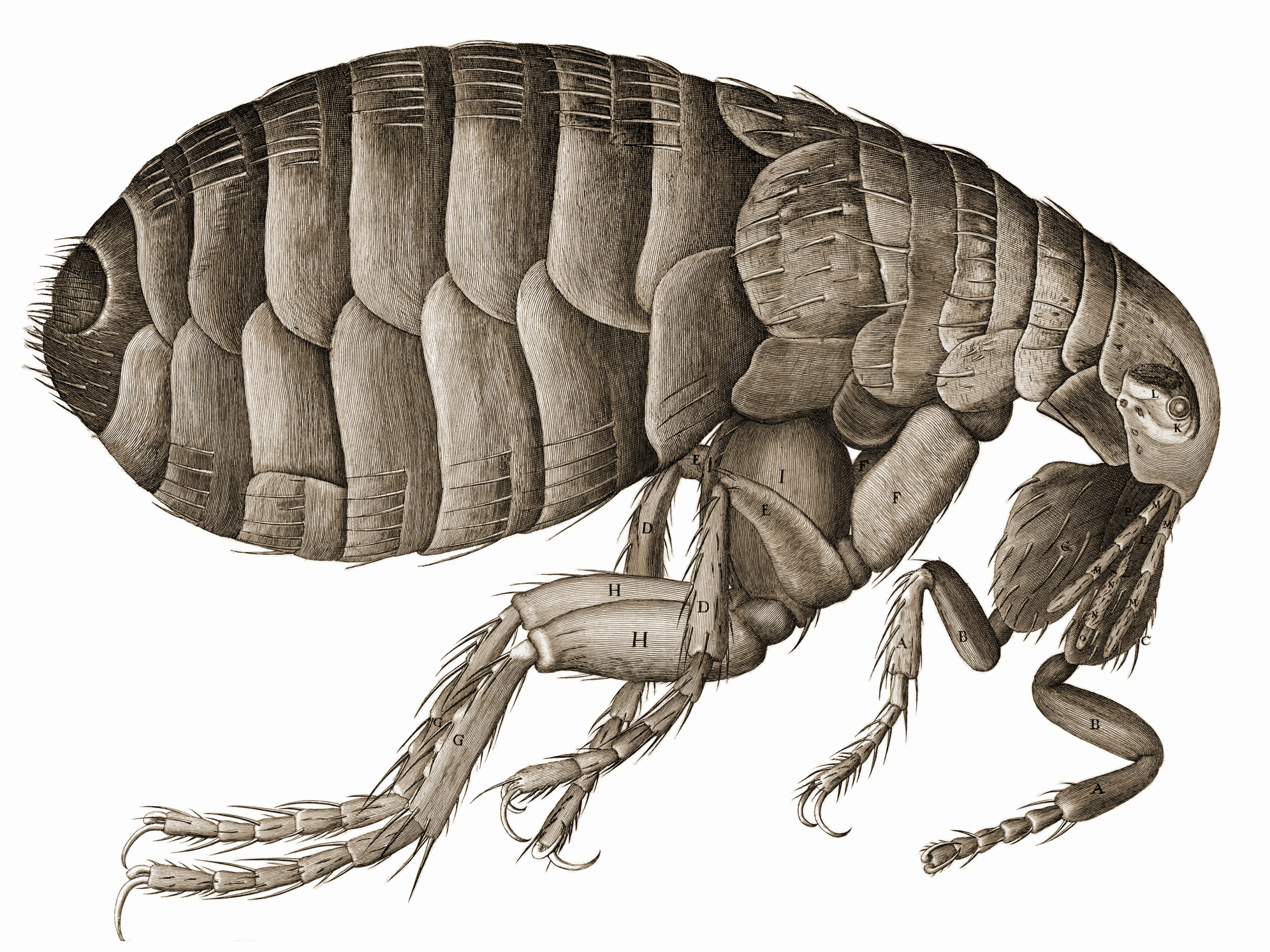
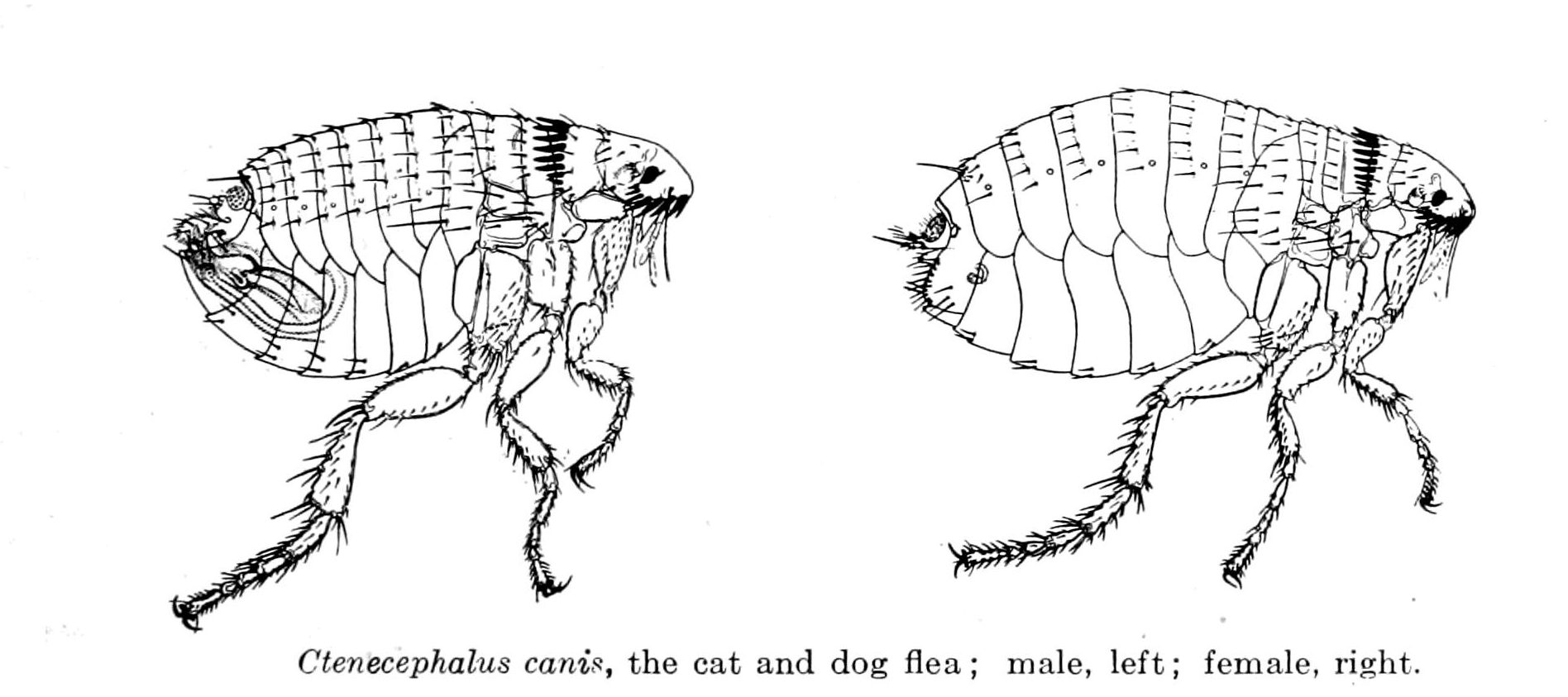